# دانوئل هاوس
دانوئل هاوس (انگلیسی: Danuel House؛ زادهٔ ۷ ژوئن ۱۹۹۳) بازیکن بسکتبال اهل ایالات متحده آمریکا است.
از باشگاه‌هایی که در آن بازی کرده‌است می‌توان به فینیکس سانز اشاره کرد.